# Барсово (деревня, Тверская область)
 Барсово  — опустевшая деревня в Западнодвинском муниципальном округе Тверской области.

## География
Находится в юго-западной части Тверской области на расстоянии приблизительно 9 км по прямой на восток по прямой от железнодорожной станции в поселке Старая Торопа к югу от железнодорожной линии Москва-Рига.

## История
Деревня уже была отмечена на карте Шуберта западной части России (1826—1840 года). В 1877 году здесь (деревня Торопецкого уезда Псковской губернии) было учтено 8 дворов, в 1927 — 16. До 2020 года входила в состав ныне упразднённого Староторопского сельского поселения.

## Население
Численность населения: 51 человек (1877 год), 0 как в 2002 году, так и в 2010.